# Hi La Ri
『Hi La Ri』は忍者の9枚目のアルバムおよびラストアルバム。

## 内容
1995年に発売した先行シングル「たとえ君が嘘をついても」を収録した事実上のラストアルバム。
全ての楽曲の音は六三四が担当している。なお、DO YOUR BESTとMonkey Magicはアルバム未収録となってしまった。

## 収録曲
1. ひらり
2. 君の笑顔が素敵になった理由(柳沢超・高木延秀)
3. 切り出せない二人(柳沢超・遠藤直人)
4. 二つの夢(高木延秀)
5. 風の生まれる場所から(正木慎也)
6. たとえ君が嘘をついても
7. Prisoner(遠藤直人)
8. リフレイン(柳沢超)
9. 永遠のドア
10. 大人を休もう